# Dead by Sunrise
Dead by Sunrise (anteriormente conhecido como Snow White Tan) foi um supergrupo de rock dos Estados Unidos formado em 2005 em Los Angeles na Califórnia. A banda era um projeto paralelo do vocalista do Linkin Park, Chester Bennington. A banda também contava com Amir Derakh, Ryan Shuck, Brandon Belsky e Elias Andra, todos membros do Julien-K, além do tecladista Anthony Valcic. O primeiro álbum da banda, Out of Ashes, foi lançado mundialmente no dia 13 de outubro de 2009.

## História
O Dead by Sunrise começou a se formar em 2005, enquanto Chester Bennington estava escrevendo músicas para o álbum Minutes to Midnight, da banda Linkin Park. Bennington explica: "Eu vim com algumas músicas que pareciam  muito boas, mas eu sabia que elas não eram estilisticamente para o Linkin Park. Eram mais escuras e sombrias do que qualquer coisa. Então eu decidi trabalhar com elas no meu próprio projeto, em vez de entregá-las e tê-las transformadas em faixas do Linkin Park". No entanto, a base para Dead by Sunrise foi estabelecida muito antes, quando o futuro companheiro de banda, Ryan Shuck, conheceu Bennington durante a gravação de Hybrid Theory, primeiro álbum do Linkin Park. Em uma entrevista, Shuck afirma que: "Eu sempre costumava ir à sua casa e ouvi-lo tocar violão. E eu sempre pensei, oh meu Deus, estas são tão boas canções."
O nome da banda, que anteriormente era "Snow White Tan", reflete o tempo durante a gravação do álbum. Em uma entrevista, Bennington afirmou que:
| “ | "Eu vim com o nome da banda porque no início da produção deste álbum, eu estava festejando...vamos chamar isso de festa. Não foi muito divertido, mas festejamos muito. E muitas vezes eu estava em um lugar realmente autodestrutivo, e às vezes parecia que você não tinha certeza se conseguiria sobreviver no dia seguinte. O nome meio que evoluiu desse estilo de vida, e o título do álbum, Out of Ashes, é meio que saindo desse caminho autodestrutivo em que eu estava, e ressurgindo das cinzas, por assim dizer." | ” |

Em 10 de maio de 2008, Dead by Sunrise cantou três músicas ("Walking in Circles", "Morning After", e "My Suffering") na festa de 13º aniversário para Tattoo Club em Tempe, Arizona. A canção intitulada "Morning After" foi escrita por Chester Bennington e originalmente realizada em 09 de dezembro de 2001 no concerto ao vivo em Berlim. Bennington também performou Morning After com sua banda de cover intitulada Bucket Of Weenies em muitos espetáculos ao longo de 2005 e 2006. Esta foi a primeira vez que Bennington tinha "oficialmente" cantado a música com um novo nome: Dead by Sunrise. Além disso, esta banda começou recentemente em turnê com o Linkin Park na Europa, Japão e América. Em entrevista à MTV, Bennington afirmou que "Na verdade estamos 'pulando' no meio do set do Linkin Park, tocando algumas músicas, em seguida, pulando para fora e deixar LP terminar o set." Durante a sua estreia na turnê europeia a banda teve tempo para enviar uma mensagem para as Forças Armadas alemãs.
A gravação do álbum de estreia da banda começou em julho de 2008 depois que a turnê do Linkin Park terminou. Trabalhando simultaneamente em seu álbum solo e próximo disco do Linkin Park, Bennington gravou Out of Ashes com o produtor Howard Benson (que também trabalhou com Three Days Grace, My Chemical Romance, Daughtry, e simultaneamente o álbum Full Circle, do Creed) e colegas de banda do Julien-K. Bennington escreveu a maioria das músicas ao som de um violão antes de trabalhar com a sua banda para remodelar a faixa em hard rock, uma balada, ou até mesmo remover todas as influências de rock e criando uma faixa orientada para o sintetizador. Seu colega da banda Linkin Park, Mike Shinoda, confirmou que Out of Ashes é "muito mais de um álbum de rock [que os álbuns do Linkin Park]." Também digno de nota, Bennington participou em todos os aspectos da criação da gravação, incluindo programação e produção.
Vídeos foram filmados para "Crawl Back In" (8 de setembro de 2009) e "Let Down" com as músicas que são os dois primeiros singles do álbum. "Crawl Back In" alcançou o 11º lugar na parada Mainstream Rock.
Na manhã de 20 de julho de 2017, por volta das 9 horas, horário local, Chester Bennington, o vocalista e líder da banda, morreu por suicídio em sua residência.

## Possibilidade de um segundo álbum (2010–2011)
Em uma entrevista de 2009 com a Billboard, Bennington disse que "esta não é uma coisa de uma vez para nós. De cinco em cinco anos ou assim que eu poderia imaginar que haveria um álbum novo do Dead By Sunrise". Apesar disso, em 2010, ele afirmou que havia uma pequena chance de um novo álbum poder ser criado. O vocalista também observou que por causa da nova direção do Linkin Park torna-se muito difícil escolher para onde as canções que ele escreve vai.
Em 4 de novembro de 2011, a esposa de Bennington, Talinda, revelou que Dead by Sunrise iria performar nas 2011 Stars of the Season Gala event, que se concentraria em aumentar as doações para a reabilitação pediátrica.

## Hiato e saída de Elias Andra (2011–2012)
No dia 20 de abril de 2012, durante um concerto do Love and Death tocado em um evento por The Whosoevers, Elias Andra anunciou em dezembro de 2011 que tinha deixado a banda. Em 2012, Andra foi substituído por Frank Zummo do Street Drum Corps e do Sum 41.

## Integrantes
- Ryan Shuck – guitarra e vocal de apoio (2005–2017)
- Amir Derakh – guitarra e sintetizador (2005–2017)
- Anthony Valcic – teclado (2005–2017)
- Frank Zummo - bateria (2011–2017)

## Ex-integrantes
- Chester Bennington – vocal (2005–2017) (falecido)
- Elias Andra – bateria (2009–2011)
- Brandon Belsky – baixo (2009–2011)

## Integrantes ao vivo
- Eli James – bateria (2013)

## Discografia

### Álbuns de estúdio
| Título       | Detalhes do álbum                                                                                   | Melhores posições | Melhores posições | Melhores posições | Melhores posições | Melhores posições | Melhores posições | Melhores posições | Melhores posições | Melhores posições | Melhores posições |
| Título       | Detalhes do álbum                                                                                   | EUA               | EUA Alt.          | EUA Rock          | AUT               | FRA               | ALE               | JAP               | HOL               | SUI               | UK                |
| ------------ | --------------------------------------------------------------------------------------------------- | ----------------- | ----------------- | ----------------- | ----------------- | ----------------- | ----------------- | ----------------- | ----------------- | ----------------- | ----------------- |
| Out of Ashes | - Lançado: 13 de outubro de 2009 - Gravadora: Warner Bros. Records - Formatos: CD, download digital | 29                | 9                 | 5                 | 11                | 109               | 5                 | 16                | 82                | 18                | 74                |

### Singles
| "Crawl Back In" | 2009 | — | 23 | 11 | 22 | 66 | —  | Out of Ashes |
| "Let Down"      | 2009 | — | —  | —  | —  | —  | —  | Out of Ashes |
| "Fire"          | 2010 | — | —  | —  | —  | —  | 47 | Out of Ashes |
| "—"             |      |   |    |    |    |    |    |              |

### Outras canções e paradas musicais
| Título         | Ano  | Melhor posição | Melhor posição | Álbum        |
| Título         | Ano  | EUA Adult      | EUA Main. Rock | Álbum        |
| -------------- | ---- | -------------- | -------------- | ------------ |
| "Inside of Me" | 2010 | —              | 40             | Out of Ashes |
| "Too Late"     | 2010 | 39             | —              | Out of Ashes |

### Singles promocionais
| Título            | Ano  | Álbum            |
| ----------------- | ---- | ---------------- |
| "Let Down" (Live) | 2009 | Non-album single |

### Videoclipes
| Título            | Ano  | Diretor(es) |
| ----------------- | ---- | ----------- |
| "Crawl Back In"   | 2009 | P. R. Brown |
| "Let Down" (Live) | 2009 | —           |
| "Let Down"        | 2009 | P. R. Brown |
| "Fire"            | 2010 | —           |